# اسکار آندریانی
اسکار آندریانی (به ایتالیایی: Oscar Andriani؛ ‏ ۲۸ دسامبر ۱۹۰۵ – ۱۷ ژوئیهٔ ۱۹۸۷) بازیگر و نمایشنامه‌نویس اهل ایتالیا بود. او در بیش از پنجاه فیلم از سال ۱۹۳۷ تا ۱۹۶۹ بازی کرد.

## بخشی از فیلم‌شناسی
- اولیس
- پوچینی
- به‌خاطر تو مرتکب گناه شده‌ام